# المرمادة (المحابشة)

تعديل مصدري - تعديل

المرمادة هي إحدى قرى عزلة المخاويس بمديرية المحابشة التابعة لمحافظة حجة، بلغ تعداد سكانها 346 نسمة حسب تعداد اليمن لعام 2004.